# Kampus Uniwersytetu Mikołaja Kopernika w Toruniu
Kampus Uniwersytetu Mikołaja Kopernika w Toruniu (miasteczko akademickie) – kompleks zabudowań Uniwersytetu Mikołaja Kopernika na Bielanach w Toruniu. Został on oficjalnie otwarty 2 października 1973 roku. Zajmuje powierzchnię 82 ha.
W Polsce Ludowej kampus nazywano miasteczkiem akademickim. Nazwa ta stanowiła kalkę z rosyjskiego akademgorodek.

## Historia
Pomysł budowy kampusu pojawił się w 1945 roku. W marcu 1962 roku władze centralne zdecydowali się sfinansować budowę kampusu jako inwestycji związanej z obchodami 500-lecia urodzin Mikołaja Kopernika. Projekt budowy kampusu przedstawiono w 1967 roku. Projekt opracował zespół architektów Pracowni Urbanistyczno-Architektonicznej S-77, kierowany przez doc. dr Ryszard Karłowicz. Budowę miasteczka włączono do programu obchodów 500-lecia urodzin Mikołaja Kopernika. Była to główna inwestycja rządowa na cześć uczonego. Budowę podzielono na trzy etapy: 1967–1973, 1973–1976, 1976–1980. Pracę budowlane rozpoczęto 9 czerwca 1967 roku.
Kampus oficjalnie otwarto 2 października 1973 roku. Na otwarciu pojawił się premier Polskiej Rzeczypospolitej Ludowej Piotr Jaroszewicz. Był to pierwszy w Polsce kompleks zabudowań tego typu. Koszt pierwszego etapu wyniósł ponad 540 mln zł. W wyniku obaw, że może zabraknąć środków na kontynuacje prac po zakończeniu Roku Kopernikańskiego prace budowlane zaplanowano tak, by już w pierwszym etapie były gotowe: budynki ogólnouczelniane (rektorat, biblioteka), naukowo-dydaktyczne (Instytut Chemii, Wydział Biologii i Nauk o Ziemi), domy studenckie, hotele asystenckie, stołówka, przychodnia zdrowia, sale gimnastyczne. W latach 90. XX wieku rozpoczęto jego rozbudowę. W czerwcu 2014 roku kampus połączono z centrum Torunia linią tramwajową. 20 stycznia 2020 rok miasteczko akademickie zostało wpisane do rejestru zabytków.
W latach 90. XX wieku Międzynarodowe Stowarzyszenie Planistów i Urbanistów w Holandii uznało kampus za najwybitniejsze dzieło późnego modernizmu w Europie Środkowej. W 2018 roku kampus trafił na listę stu najważniejszych budynków stulecia, przygotowaną przez miesięcznik „Architektura Murator”.

## Architektura
Kampus zaprojektowano tak, by dyspozycja przestrzenna centrum wyraźnie podkreślało stary kult nauki oraz uniwersytetu jako świątyni wiedzy. Dzięki zastosowaniu szerokich, tarasowych schodów, spiętrzonych w kilku poziomach podkreślono wyrażenie monumentalizmu. Na placu-parkingu wyróżnia się panneau zdobiące fasadę auli. Obszar patia organizuje pomnik „De revolutionibus”.
Centrum kampusu zajmuje Forum Główne. W jej centrum znajduje się lustro wodne, pełniące rolę nawilżacza suchego powietrza oraz rezerwuaru dla celów przeciwpożarowych. Forum Główne tworzą: budynki auli i rektoratu (południe), biblioteka (północ), Instytut Chemii (zachód). Na wschodniej stronie znajduje się wolna przestrzeń, otwarta na budynki strefy mieszkaniowo-socjalnej.
Zagospodarowanie przestrzeni kampusu opracowano tak, by umożliwić w przyszłości rozbudowę kampusu o nowe obiekty. Budynki rozplanowano na dwóch osiach: mieszkaniowo-socjalnej (od auli UMK do uliczki od klubu studenckiego „Od Nowa”) i dydaktyczno-naukowej (od rektoratu do biblioteki i poszczególnych wydziałów). Ograniczone możliwości rozwoju przestrzennego ma wyłącznie Forum Główne. Domy i hotele studenckie znajdują się na tzw. Małym Forum.

## Budynki wchodzące w skład kampusu
- Aula – budynek zaprojektowany przez Marka Różańskiego[13], położony przez Forum Głównym[7]. Budowę auli rozpoczęto we wrześniu 1969 roku. W lipcu 1971 roku zakończono montaż szkieletu ze stali. Budynek oddano 31 grudnia 1972 roku[14]. 5 lutego 1973 roku odsłonięto na fasadzie auli panneau autorstwa Stefana Knappa[15]. Kompozycja liczy 255 kwadratowych elementów w trzech wielkościach: 24 dużych, 67 średnich, 164 małych[16]. Trzy elementy duże i cztery średnie tworzą portret Mikołaja Kopernika[17]. Aula jest połączona z rektoratem poprzez patio przykryte daszkiem[5].
- Rektorat – budynek znajdujący się przy Forum Głównym[7], zaprojektowany przez Marka Różańskiego[13]. Według planów budowa rektoratu miała rozpocząć się w 1968 roku, faktycznie prace rozpoczęły się w marcu 1969 roku, a zakończyły 31 grudnia 1971 roku[14].
- Budynek Biblioteki Uniwersyteckiej – budynek znajdujący się przy Forum Głównym[7], zaprojektowany przez Witolda Benedka[13]. Biblioteka została przeniesiona z ulicy Fryderyka Chopina 12[18]. Według planów budowa biblioteki miała rozpocząć się w 1968 roku. Prace rozpoczęto w marcu 1969 roku. Budowę zakończono 31 grudnia 1971 roku[14]. Budynek oddano do użytku w 1973 roku. W latach 1987–1992 zbudowano nowe powierzchnie magazynowe[18].
- Budynki wydziałów:
  - Budynek Wydziału Chemii – budynek zaprojektowany przez Józefa Łuckiego i Andrzeja Jaworskiego[13]. Budowę rozpoczęto w maju 1969 roku. Budynek oddano do użytku 31 grudnia 1972 roku[14].
  - Budynek Wydziału Nauk Biologicznych i Weterynaryjnych oraz Instytutu Nauk Pedagogicznych – budynek zaprojektowany przez Bogdana Popławskiego[13]. Prace budowlane rozpoczęto we wrześniu 1972 roku. Budynek oddano do użytku 30 listopada 1973 roku[14]. W 2002 roku został rozbudowany[19]. W latach 2016–2019 przeprowadzono generalny remont budynku[20].
  - Budynek Wydziału Nauk Ekonomicznych i Zarządzania – oddany do użytku w 1991 roku[19].
  - Budynek Wydziału Prawa i Administracji – oddany do użytku pod koniec lipca 2000 roku. Fasada jest utrzymana w architektonicznej konwencji „Harmonijki”[21].
  - Budynek Wydziału Teologicznego – dawna stołówka, na przełomie 2007–2008 przebudowany na potrzeby Wydziału Teologicznego[22].
  - Collegium Humanisticum – gmach Wydziału Nauk Historycznych zaprojektowany przez Stefana Kuryłowicza[11]. Zostało oddane do użytku w 2011 roku[19].
- Budynek Interdyscyplinarnego Centrum Nowoczesnych Technologii – oddany do użytku w 2013 roku[19].
- Zaplecze sportowe – oddane do użytku w latach 70[23].
- Uniwersyteckie Centrum Sportowe – centrum sportowe oddane do użytku 27 września 2013 roku[24]. Pomysł na budowę centrum pojawił się w latach 90., gdy dotychczasowe zaplecze sportowe nie było w stanie sprostać coraz większej liczbie studentów[23]. W skład centrum sportowego wchodzą: hala sportowo-widowiskowa, 25-metrowy basen, tory do nauki pływania, sala fitness, siłownia, ścianka wspinaczkowa, jacuzzi, zaplecze odnowy biologicznej. W trybunach hali sportowej może pomieścić się 250 widzów[24].
- Domy studenckie – akademiki zaprojektowane przez Wincentego Szobera[13]. Zostały oddane do użytku na początku lat 70[11].
- Od Nowa – klub studencki otwarty w 1983 roku[11].
- Hotele asystenckie – hotele zaprojektowane przez Wincentego Szobera[13]. Budowę pierwszego hotelu rozpoczęto 11 grudnia 1968 roku, zakończono zaś 30 grudnia 1970 roku. Budowa drugiego hotelu rozpoczęła się 14 kwietnia 1969 roku, zakończyła 27 lutego 1971[25].
- Budynek przy ul. Jurija Gagarina 39 – od 7 maja 2022 roku siedziba Instytutu Psychologii UMK oraz Katedry Kognitywistyki. Dawniej mieściła się tu Akademia Przychodni Lekarskiej[26].

## Galeria

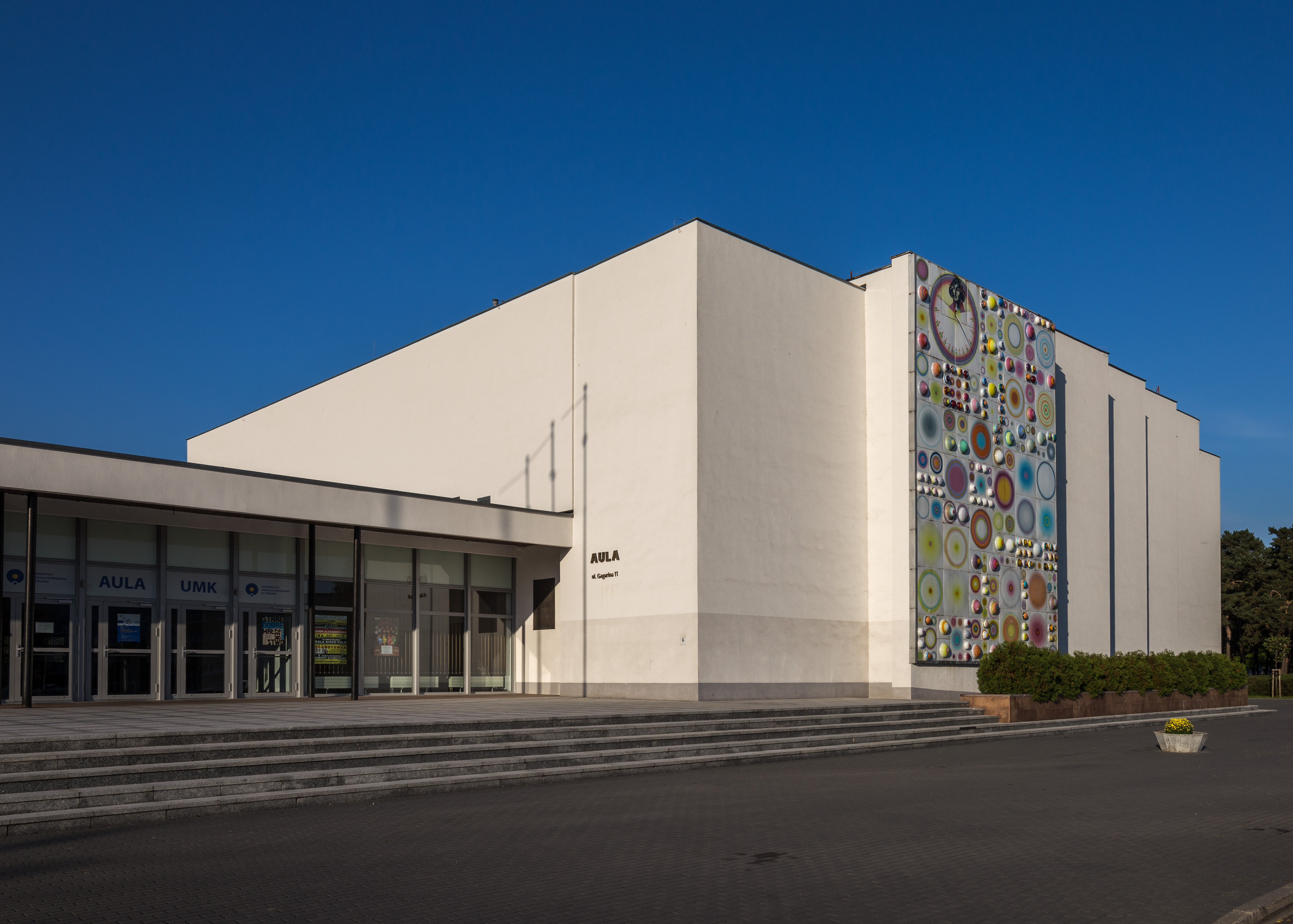
Aula
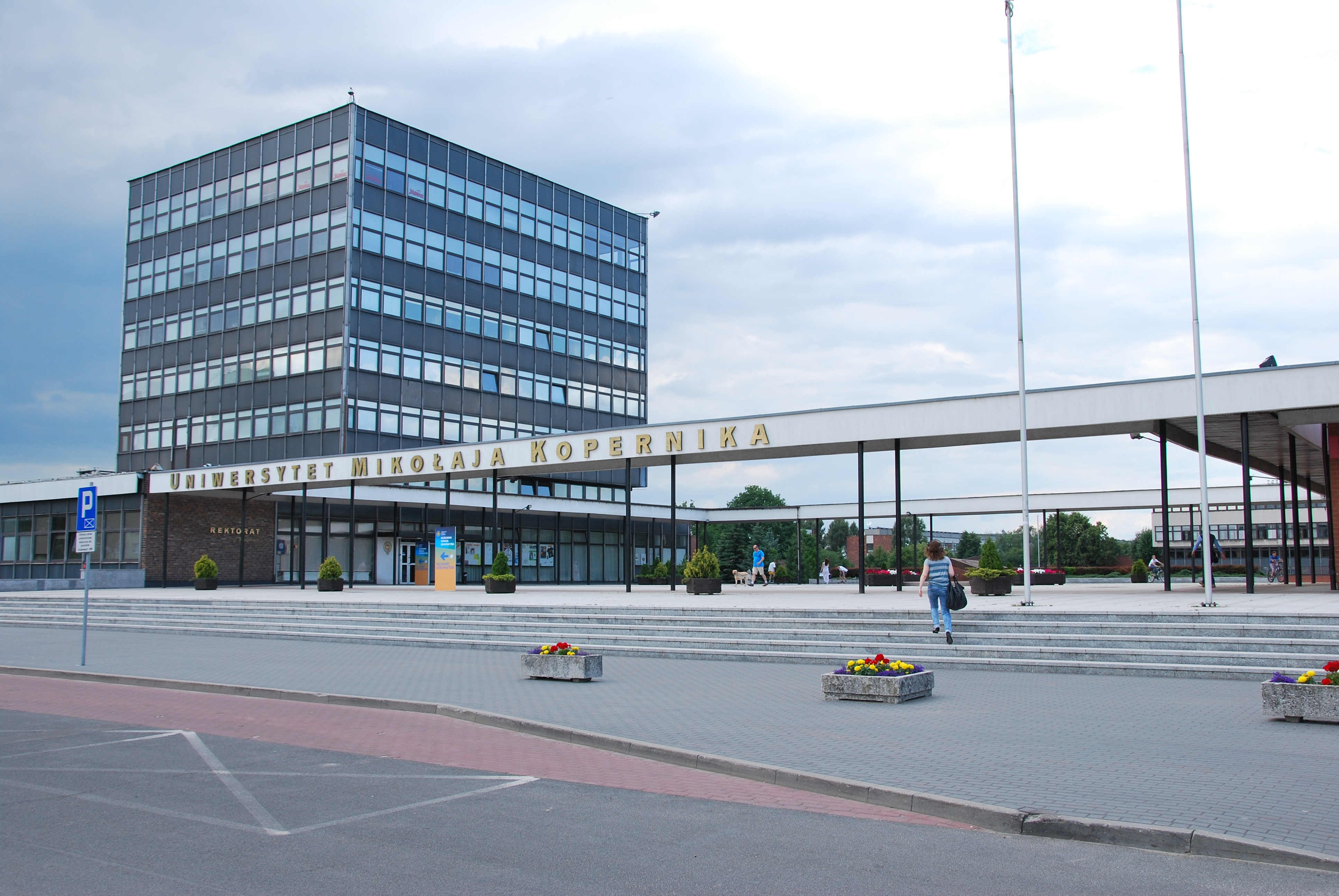
Rektorat
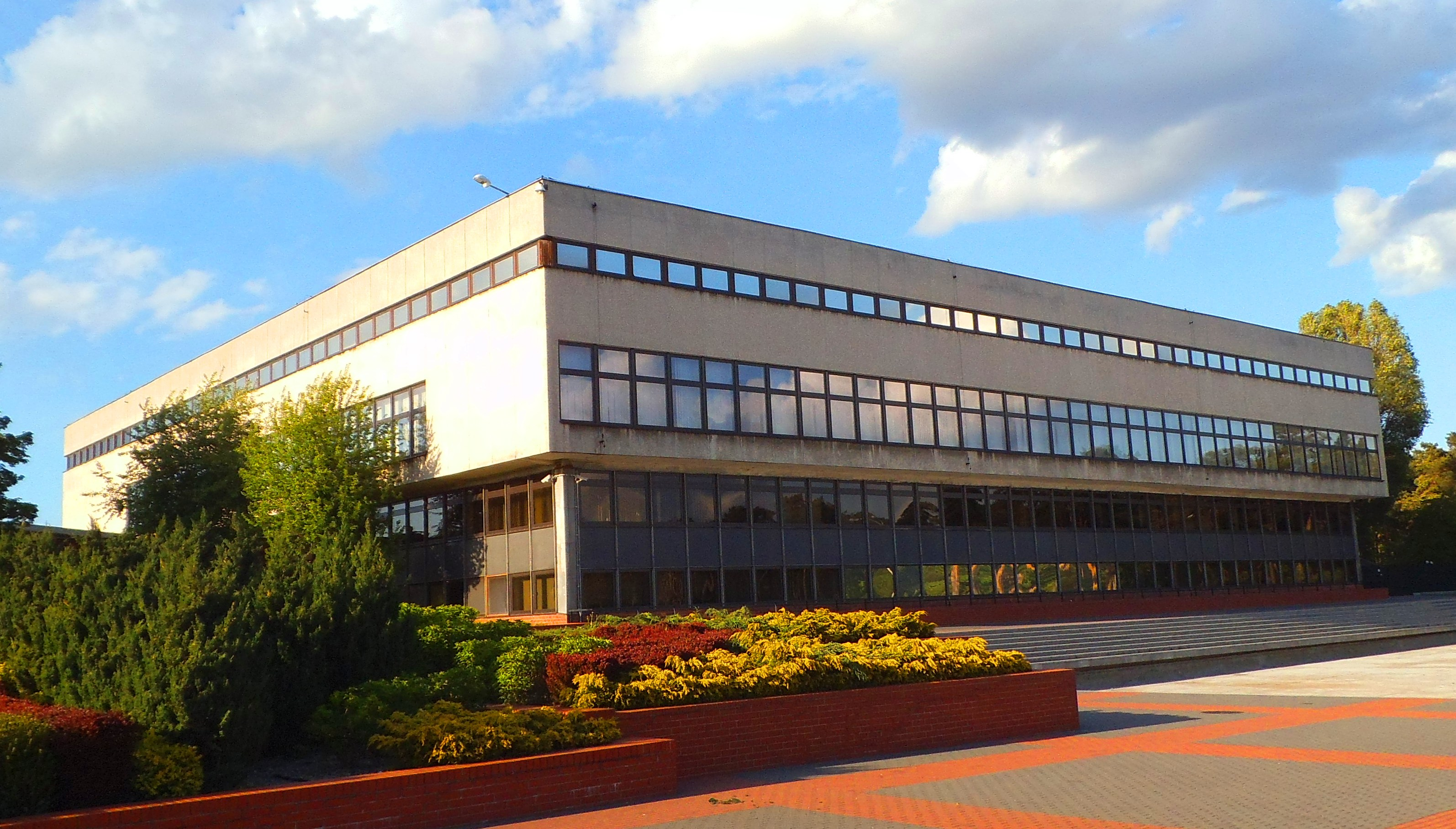
Biblioteka
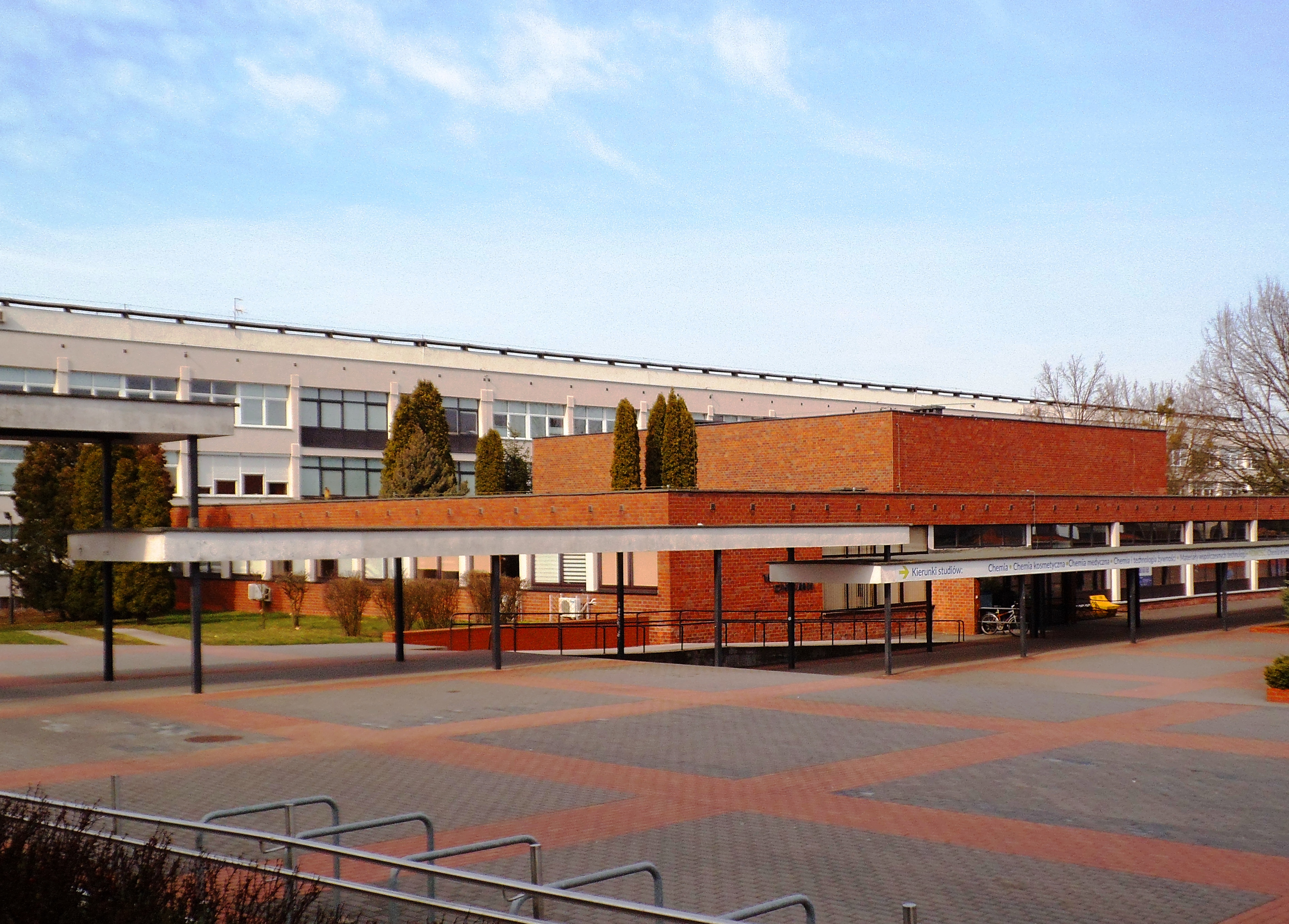
Wydział Chemii
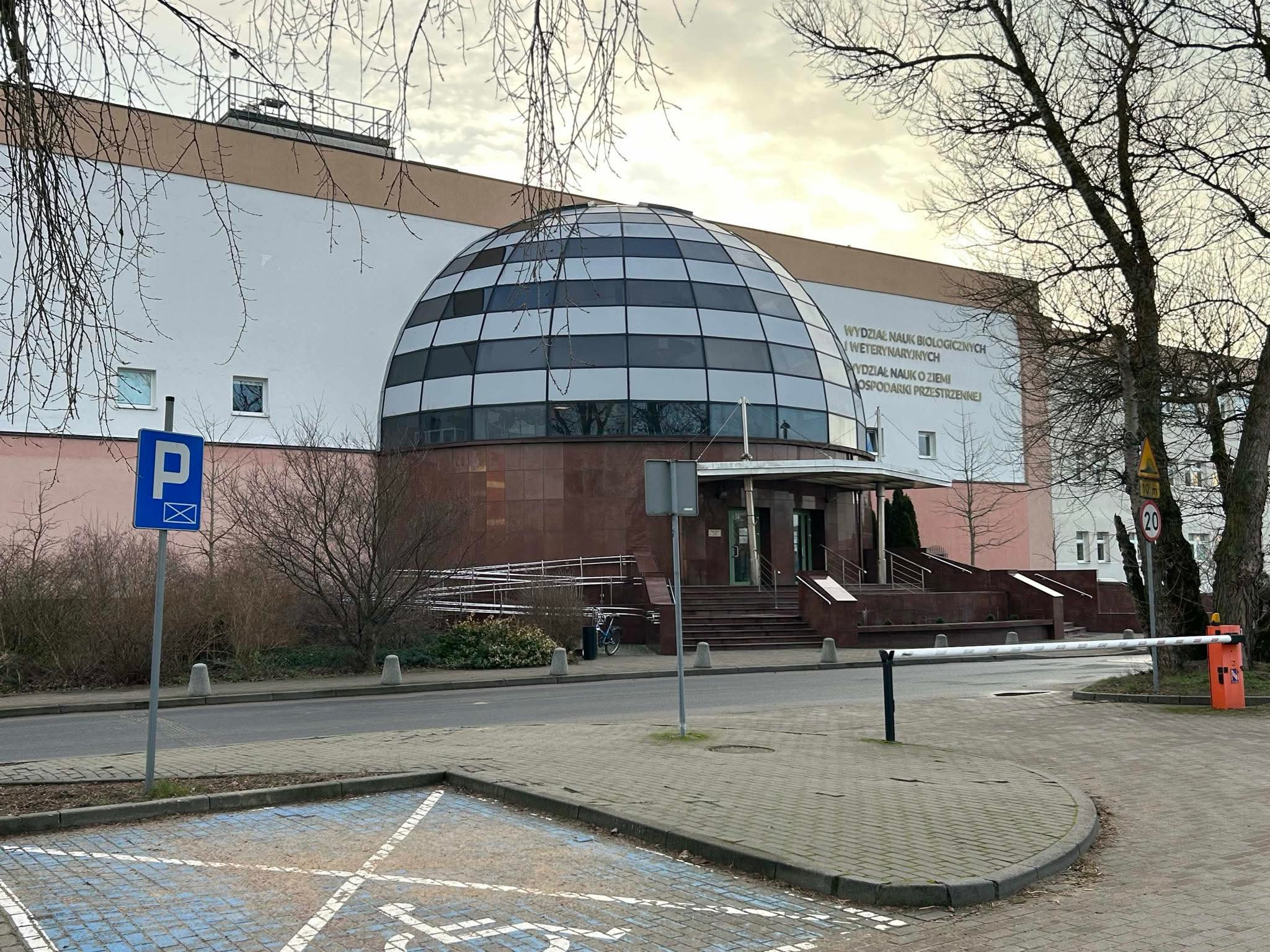
Wydział Nauk Biologicznych i Weterynaryjnych
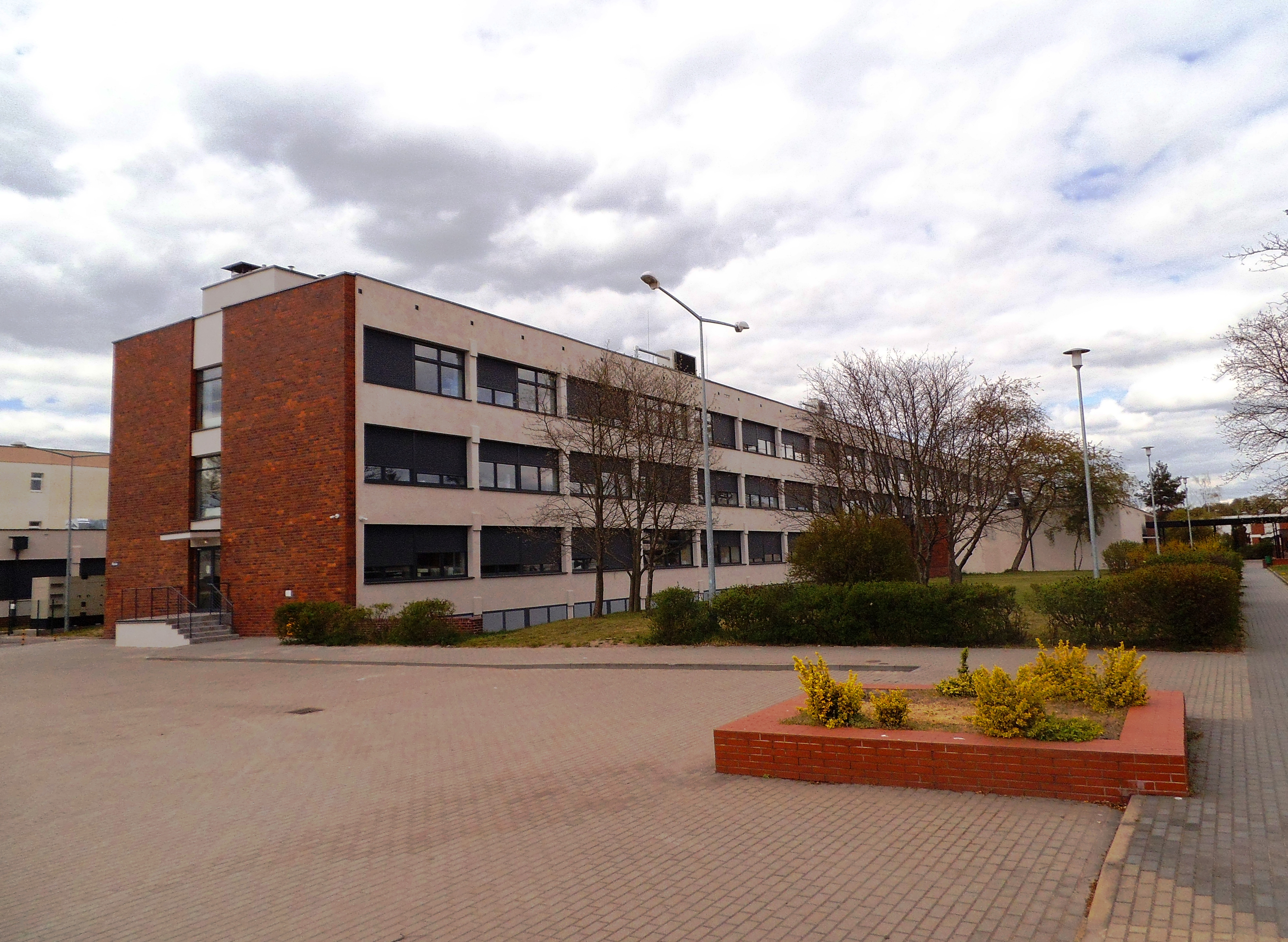
Instytut Nauk Pedagogicznych
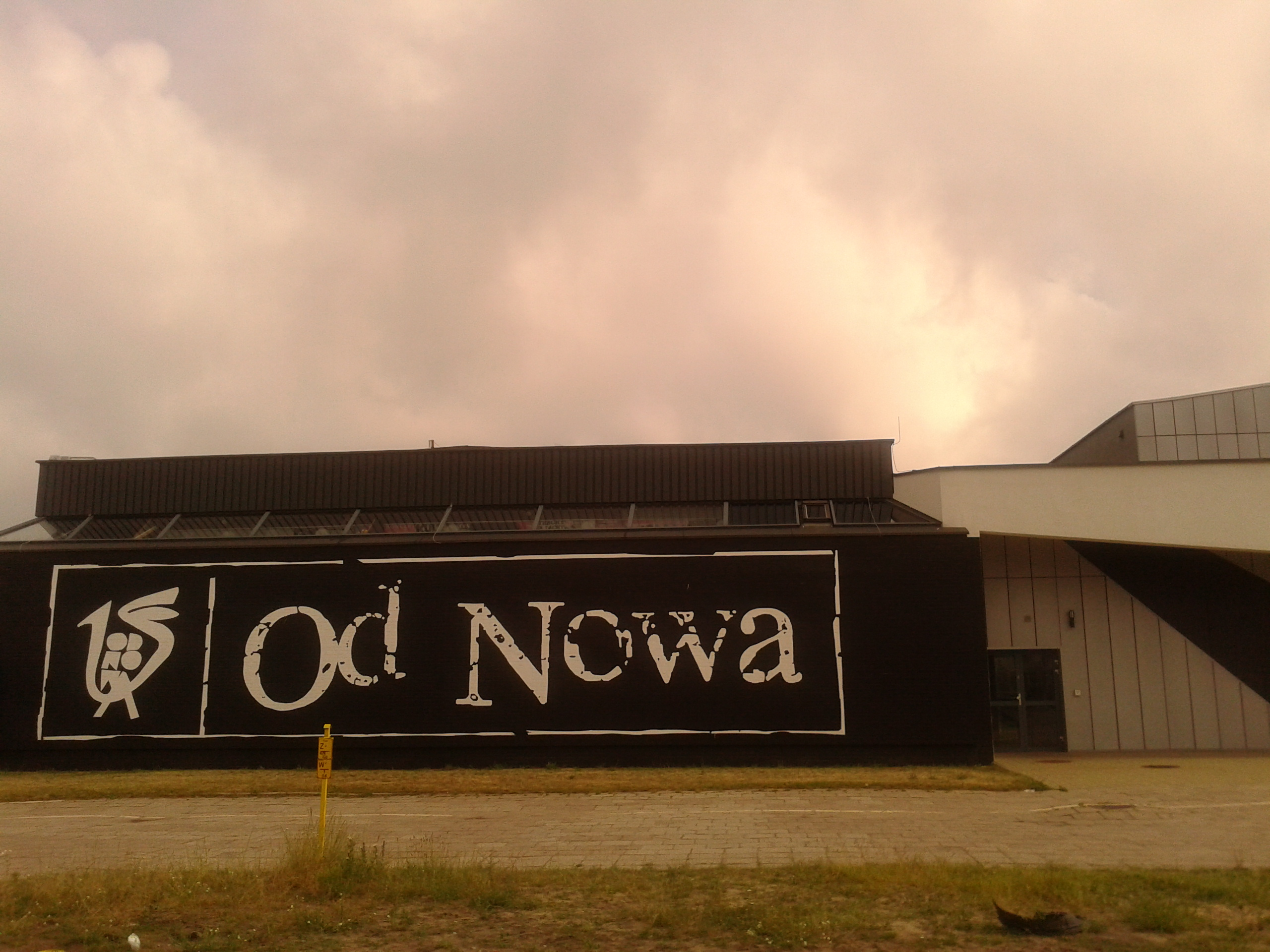
Klub Studencki „Od Nowa”
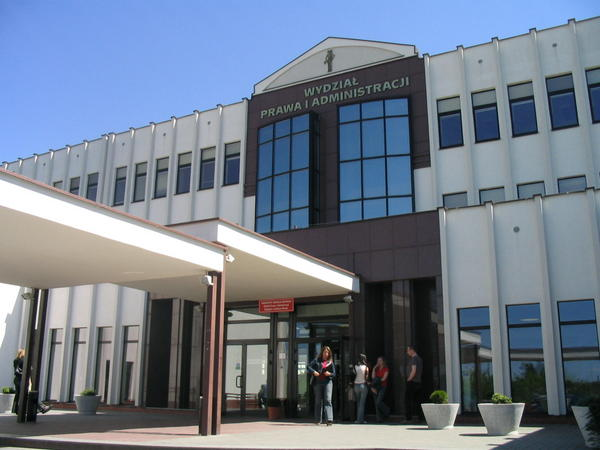
Wydział Prawa i Administracji
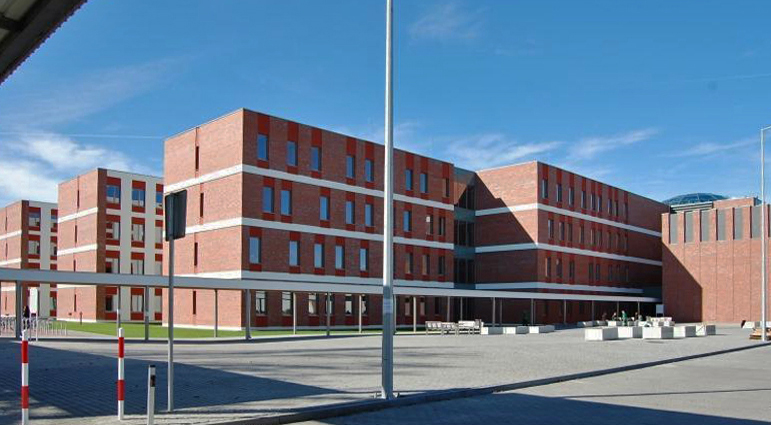
Collegium Humanisticum
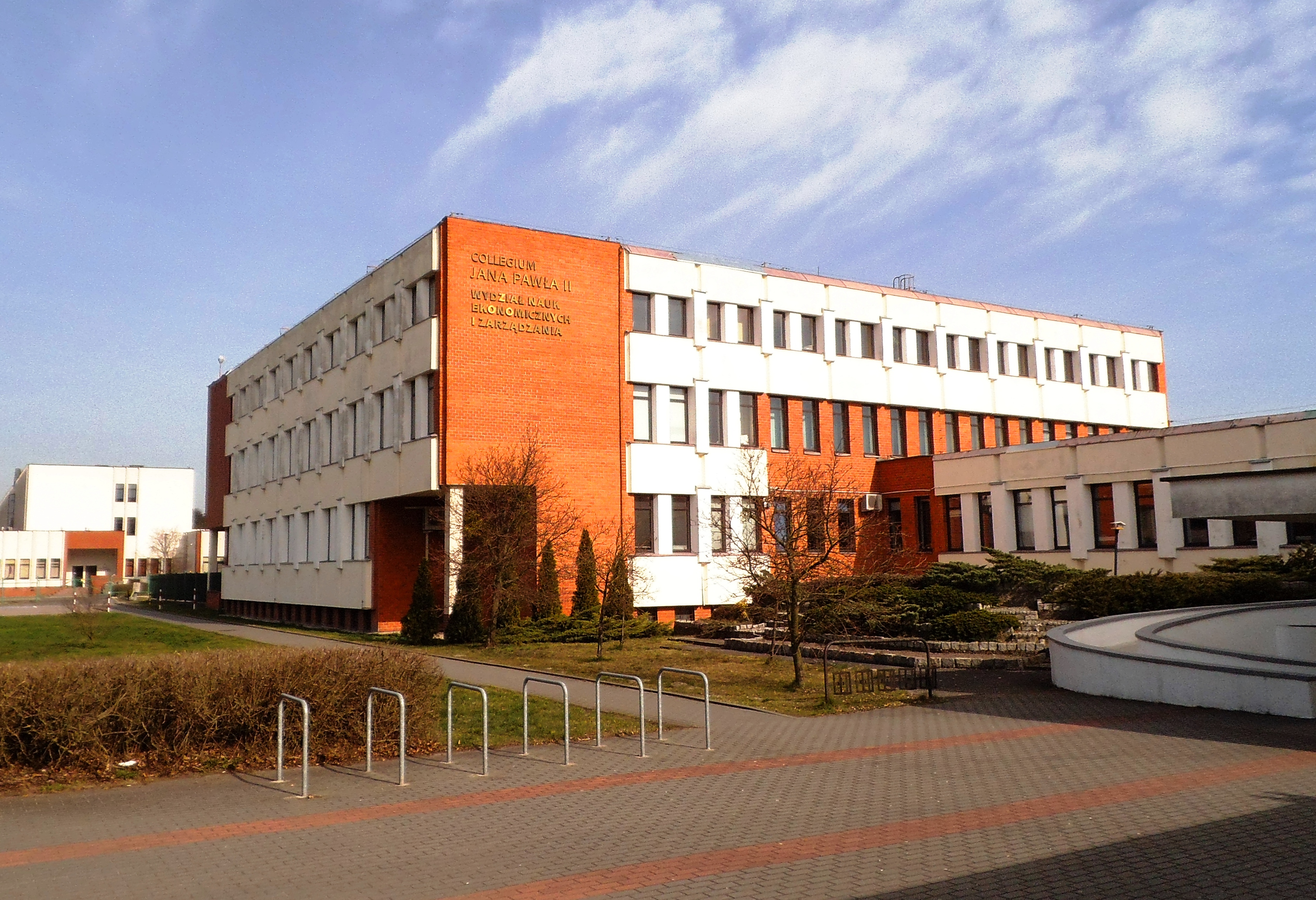
Wydział Nauk Ekonomicznych i Zarządzania
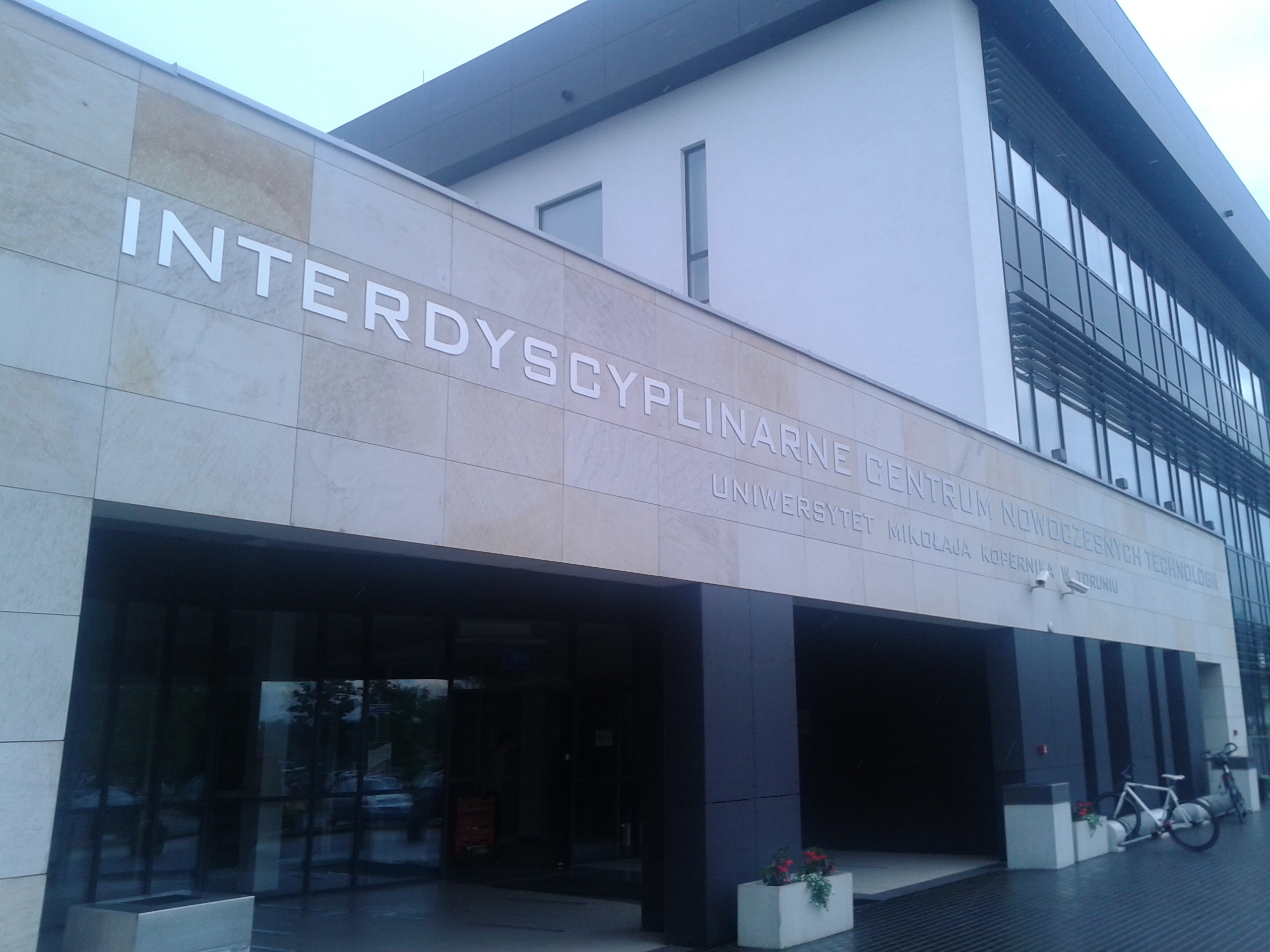
Interdyscyplinarne Centrum Nowoczesnych Technologii